# Džejla Glavović
Džejla Glavović (1983) è una modella bosniaca, vincitrice del concorso Miss Terra 2002.
Džejla Glavović è stata la prima rappresentante della Bosnia ed Erzegovina ad essere incoronata vincitrice ad un concorso di bellezza internazionale, vincendo anche la fascia di Miss Talento. Tuttavia Džejla è stata anche la prima Miss terra ad essere detronizzata, il 28 maggio 2003, giorno in cui è stata ufficialmente sostituita dalla seconda classificata la keniota Winfred Omwakwe. Curiosamente nello stesso anno è stata detronizzata anche Miss Universo, la russa Oxana Fedorova. Ufficialmente Džejla Glavović è stata privata della corona di Miss Terra per non aver onorato i propri impegni.